# ハンボル州
ハンボル州（ハンボルしゅう、フランス語：Région du Hambol）はコートジボワール共和国北東部のバンダマ渓谷地方北部の州。
州都はカチオラ。
2014年の人口は約43万人。

## 地理
- 北：チョロゴ州
- 北東：ブンカニ州
- 東：ゴントゴ州
- 南東：イッフ州
- 南：グベケ州
- 西：ベレ州
- 北西：ポロ州

## 行政区画
- Dabakala
- Katiola
- Niakaramandougou